# Lolita Díaz Baliño
María Dolores Díaz Baliño, más conocida por el hipocorístico de Lolita Díaz Baliño, (La Coruña, 6 de enero de 1905 - La Coruña, 3 de noviembre de 1963) fue una pintora y profesora gallega, primera mujer miembro de la Real Academia Gallega de Bellas Artes, junto a Carmen Corredoira.

## Trayectoria
Hermana de Camilo Díaz Baliño, tía de Isaac Díaz Pardo. Hija del ortigueirés Germán Díaz Teijeiro, dedicado a las obras públicas, y de la ferrolana Camila Melitona Baliño López, el primer contacto de Lolita Díaz con las artes no fue en la pintura, sino en la fotografía. Su presencia en el concurso organizado por la Sociedad Fotográfica de La Coruña le valió la medalla de plata del certamen. En 1925 comenzó a colaborar con sus dibujos en el número 21 de la revista Mariñana. Sin embargo, esta colaboración fue casual, publicando solo otros dos dibujos más, repartidos entre los números 22 y 23. Eran dibujos de influencia folclorista y que retrataban el universo femenino, aunque con un reconocible estilo común con otros artistas coetáneos.
En 1926 participó colectivamente en la Exposición de Arte Gallego, también como pintora. La fecha inicialmente prevista para dar inicio al certamen era el 15 de julio de 1926; sin embargo, finalmente se inauguró el 21 de julio en el Colegio de San Clemente, que en 1909 ya había sido sede de la sección arqueológica en la Exposición Regional del mismo año. Estuvo abierta hasta el 15 de agosto.
Su paulatino acercamiento a los movimientos regionalistas, a pesar de su educación y pensamiento conservadores, se materializó en la participación en manifestaciones como el homenaje tributado al coral Cántigas de la Tierra, que se llevó a cabo en el desaparecido Teatro Linares Rivas (en el actual n.º 7 de los Cantones coruñeses, entre 1920 y 1940). Poco después, el ayuntamiento de Cesuras le encargó confeccionar un pergamino caligráfico por motivo de la visita del rey Afonso XIII a finales del mes de septiembre. Sucesos como este dieron cuenta de su creciente consideración pública en su carrera artística.
El 30 de mayo de 1929 la Diputación de La Coruña le concedió una pensión de poco más de 1.250 pesetas «para que pueda perfeccionar sus estudios de pintura, en conformidad al propuesto por la Real Academia de Bellas Artes de La Coruña, cuyo informe se pasó la solicitud de la interesada». Esta ayuda pudo resultar decisiva para el desarrollo de su carrera, como un reconocimiento a su valor como artista desde el campo institucional.
El 13 de febrero de 1938 se produjo su ingreso como académica de número en la Real Academia Gallega de Bellas Artes de Nuestra Señora del Rosario, con el número de orden 102, bajo la presidencia del arquitecto Rafael González Villar. Con la misma fecha se dio entrada a otros tres académicos, dos de ellos en la Sección de Pintura (Alfredo Souto Cuero y Carmen Corredoyra) y otro en la Sección de Escultura (el compostelano de imaginería José Juan González García). Ella y Corredoira fueron las primeras mujeres en conseguir el ingreso en esta institución. Corredoira tomó posesión al día siguiente (14 de febrero), no consta la fecha en la que lo hizo Lolita Díaz.